# Sven Peter
Sven Peter es un deportista alemán que compitió en bobsleigh en las modalidades doble y cuádruple.
Ganó dos medallas en el Campeonato Mundial de Bobsleigh, oro en 2001 y bronce en 1996, y tres medallas en el Campeonato Europeo de Bobsleigh entre los años 1995 y 2001.

## Palmarés internacional
| Campeonato Mundial | Campeonato Mundial   | Campeonato Mundial | Campeonato Mundial |
| Año                | Lugar                | Medalla            | Prueba             |
| ------------------ | -------------------- | ------------------ | ------------------ |
| 1996               | Calgary (Canadá)     | Medalla de bronce  | Cuádruple          |
| 2001               | Sankt Moritz (Suiza) | Medalla de oro     | Cuádruple          |
| Campeonato Europeo |                      |                    |                    |
| Año                | Lugar                | Medalla            | Prueba             |
| 1995               | Altenberg (Alemania) | Medalla de plata   | Doble              |
| 1996               | Sankt Moritz (Suiza) | Medalla de plata   | Cuádruple          |
| 2001               | Königssee (Alemania) | Medalla de plata   | Cuádruple          |